# ハリー・ゼーフェンシュテルン
ハリー・ゼーフェンシュテルン（Harry Sevenstern, 1925年2月4日 - 2007年7月22日）は、オランダのトランペット奏者。同名の息子もトランペット奏者である。
ヒルフェルスム出身。9歳から音楽を学び始め、アムステルダム音楽院で音楽理論と和声法を学ぶも、14歳のころからラジオでのトランペット演奏に参加するようになり、翌年にはソリストとして演奏するまでになった。音楽院を卒業後はトゥシンスキー劇場のオーケストラ団員となったが、第二次世界大戦中はダンス・オーケストラでの演奏やアメリカ軍の慰問演奏などに従事。戦後はオランダ放送フィルハーモニー管弦楽団の首席奏者となった。
ティーンホーフェンにて没。